# Kambove
Kambove est une localité chef-lieu du territoire éponyme de la province du Haut-Katanga en république démocratique du Congo.

## Géographie
La localité est située sur la route nationale RN 38 à 147 km au nord-ouest du chef-lieu provincial Lubumbashi.

## Administration
Chef-lieu territorial de 26 169 électeurs recensés en 2018, la localité a le statut de commune rurale de moins de 80 000 électeurs, elle compte 7 conseillers municipaux en 2019.

## Population
Le recensement date de 1984, l'accroissement annuel est estimé à 3,89,.
| 1984   | 2004   | 2012   |
| ------ | ------ | ------ |
| 31 329 | 60 954 | 78 262 |